# 아이패드 프로 (3세대)
아이패드 프로(iPad Pro)는 2018년 10월 30일(미국, 뉴욕 시 기준)에 발표되어 11인치(약 28cm)와 12.9인치(약 33cm) 두 개의 사이즈로 출시되었다. 풀스크린 디스플레이 디자인이고 전 세대의 10.5인치 모델이 11인치 모델로 대체되었다. 또한 최대 1TB의 저장 공간과 페이스 아이디(Face ID)가 탑재되었다. 페이스 아이디의 센서는 베젤 상단부에 탑재되어 있고 페이스 아이디가 탑재된 아이폰과 다르게 아이패드가 어느 방향에 있든지 잠금을 해제할 수 있다. 이 기기는 전면 물리 버튼과 터치 아이디(Touch ID)가 없는 첫 번째 아이패드이다.

## 특징
아이패드 프로는 2018년 10월 30일, 뉴욕 브루클린의 하워드 길먼 오페라 하우스에서 열린 애플 스페셜 이벤트에서 발표되었다. 새롭게 디자인이 바뀐 2018년 모델은 새로운 엣지 투 엣지(edge-to-edge) 리퀴드 레티나(Requid Retina) 디스플레이, 페이스 아이디, 향상된 12MP과 7MP 카메라, USB-C 커넥터, 애플 A12X 바이오닉 프로세서가 탑재되었다. 기기 사이즈는 11인치와 12.9인치이고 최초로 탭하여 깨우기가 지원되는(아이폰X과 동일) LCD 디스플레이 아이패드 모델이다. 그리고 최대 1TB의 내장 메모리를 갖고 있다. 또한 3세대 아이패드에는 터치 아이디와 이어폰 잭이 없어지고 페이스 아이디로 대체되었다. 출시일은 2018년 11월 7일(한국은 12월 7일)이고 실버와 스페이스 그레이 두 색상으로 출시되었다. 가장 얇은 아이패드 모델로 두께는 무려 5.9mm밖에 되지 않는다.

## 반응
아이패드 프로는 향상된 디스플레이, 얇은 베젤, 페이스 아이디의 추가, CPU의 향상으로 빨라진 속도로 호평을 받고 있다. 저널리스트 벤 신(Ben Sin)은 포브스 지에서 여전히 LCD 스크린을 사용하지만 120HZ 주사율으로 더 부드럽게 느껴진다고 설명했다. USB-C 커넥터로의 전환에 대해서는 구형 케이블이나 이어폰을 사용할 수 있는 동글을 추가적으로 사야지 외부 모니터 기능이나 기기 충전을 할 수 있다는 엇갈린 반응이 있었다. 또한 하드웨어적으로는 크게 진보했지만 외장 메모리를 지원하는 것과 같은 iOS의 한계로 컴퓨터와 경쟁하기에는 한계가 있다는 의견도 있었다. 높은 판매가에 대해서도 비판이 있었다
iPadOS로 외장 메모리 지원을 추가해 외장 메모리 미지원 문제를 해결했다.

## 같이 보기
- 펜 컴퓨팅
- 그래픽 태블릿